# Vivian Hunter Galbraith
Vivian Hunter H. Galbraith (15 décembre 1889 à Sheffield -25 novembre 1976) est un historien britannique, membre de la British Academy.

## Débuts
Il est le fils de David Galbraith, secrétaire à l’aciérie d’Hadfield, et d’Élisa Davidson McIntosh. Il déménage avec sa famille pour Londres, et est éduqué à la Highgate School entre 1902 et 1906. La famille se rend ensuite à Manchester, où il suit entre autres les cours de Maurice Powicke, Thomas Tout et James Tait à l’université. Il reçoit la note maximale en histoire moderne à l’université de Manchester en 1910, et va poursuivre ses études au Balliol College d’Oxford. Il y remporte un prix Stanhope en 1911 pour un essai sur les chroniques de Saint Alban.